# فریتز گانز
فریتز گانز (انگلیسی: Fritz Ganz; ۲۰ فوریهٔ ۱۹۱۶ – ۳۱ مارس ۱۹۹۲) دوچرخه‌سوار اهل سوئیس بود.